# Légy bűvész
A Légy bűvész, második szinkronban Légy bohóc (eredeti cím: Be a Clown) a Batman: A rajzfilmsorozat első évadjának tizenegyedik része. Amerikában 1992. szeptember 16-án mutatták be.

## Cselekmény
Hamilton Hill gyermekének, Jordannek születésnapja van, ám apja az eseményt hozzáköti saját kampányához, így az egész eseményen jelen van a politikai elit. Jordan rajong a bűvészetért és egyáltalán nem akar részt venni a partin. Joker dühöngeni kezd Hill polgármester egyik nyilatkozatán, ezért bosszút forral. Egy születésnapi bohóc álruhájában elmegy a partira, ahol megpróbálja megölni a díszvendégeket, de a jelen lévő Bruce Wayne megmenti az embereket. Joker később fedezi fel, hogy vele van Jordan, hiszen a fiúnak megtetszettek a bohóc trükkjei. Később ráismer Joker igazi arcára, hiszen tréfái egyre erőszakosabbak. Végül Batman megmenti a gyereket, de Joker el tud menekülni.

## Szereplők
| Szereplő             | Eredeti hang     | Magyar hang        | Magyar hang        |
| Szereplő             | Eredeti hang     | 1. magyar változat | 2. magyar változat |
| -------------------- | ---------------- | ------------------ | ------------------ |
| Bruce Wayne / Batman | Kevin Conroy     | Rosta Sándor       | Sótonyi Gábor      |
| Joker                | Mark Hamill      | Kassai Károly      | Háda János         |
| James Gordon         | Bob Hastings     | Szokolay Ottó      | Forgács Gábor      |
| Hamilton Hill        | Lloyd Bochner    | Várkonyi András    | Bolla Róbert       |
| Summer Gleeson       | Mari Devon       | Radó Denise        | Németh Kriszta     |
| Az igazi Jekko       | Jim Cummings     | ?                  | Kardos Gábor       |
| Jordan               | Justin Shenkarow | ?                  | ?                  |

## Érdekességek
- Joker Harry Houdini trükkjét használja, mikor Batmannek azt a feladatot adja, hogy a vízzel teli hengerből szabaduljon ki két perc alatt.